# Mario + Rabbids: Kingdom Battle

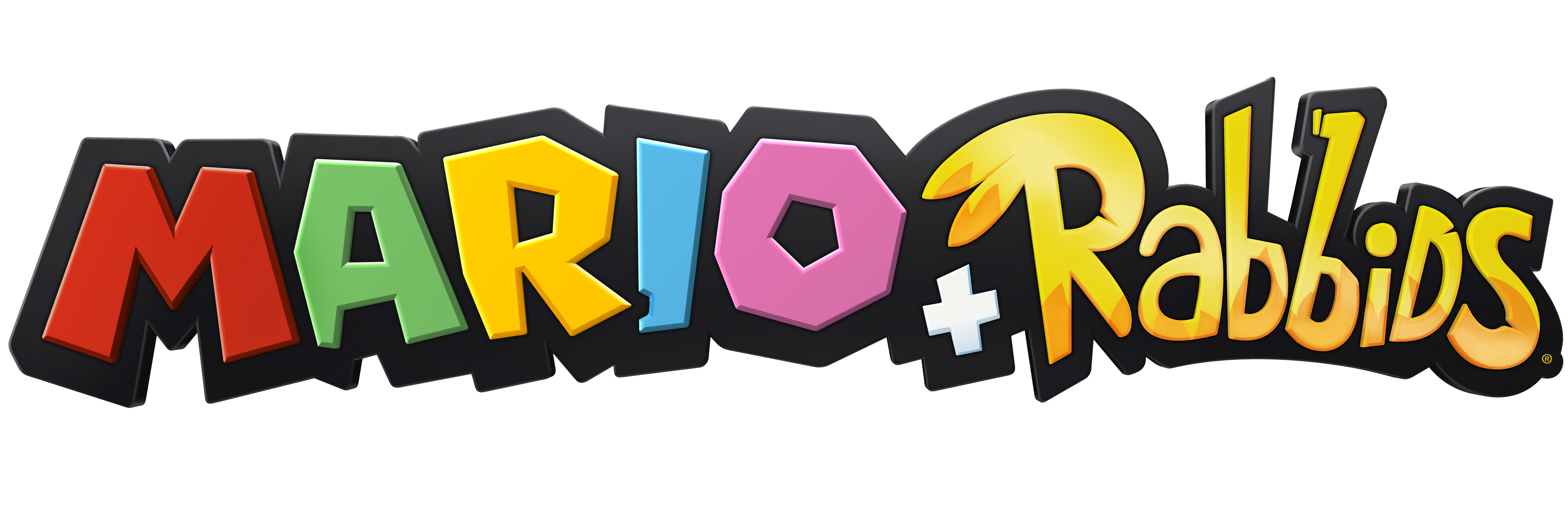
Logo

Mario + Rabbids Kingdom Battle ist ein Computerspiel von Ubisoft für die Nintendo Switch. Bei dem Crossover der von Ubisoft erschaffenen Rabbids und dem von Nintendo erschaffenen Super-Mario-Universum handelt es sich um ein rundenbasiertes Strategiespiel. Mit Mario + Rabbids Sparks of Hope erschien 2022 ein Nachfolger des Spiels.

## Handlung
In einer zeitreisenden Waschmaschine tauchen die Rabbids im Zimmer einer jungen Erfinderin auf, die zudem ein großer Fan der Super-Mario-Spiele von Nintendo ist. Diese hat kurzfristig ihr Zimmer verlassen, da eine ihrer Erfindungen die Sicherung hat rausfallen lassen, welche sie nun wieder einschalten möchte. Einzig ihr Roboter-Freund „Beep-0“ bleibt zurück. Als die Rabbids auftauchen, beginnen sie mit einer Brille, welche zwei Gegenstände in einen kombinieren kann, eine Erfindung der unbenannten jungen Erfinderin, wahllos Dinge aus dem Zimmer zu kombinieren. Dadurch werden einige Rabbids in Kleidung der Bewohner des „Pilz-Königreichs“ gekleidet, in welches die Rabbids mit der Waschmaschine nun auch reisen. Beep-0 wird mitgezogen. Der Rabbid, der die Brille trägt, wird selbst mit dieser kombiniert. Mit ihrer Ankunft richten sie viel Chaos an, welches nun der Spieler, in der Rolle von Beep-0, Mario, sowie einige weitere Charakteren aus dem Pilz-Königreich beziehungsweise deren Rabbid-Versionen, beseitigen müssen. Anfangs noch wahllos Chaos anrichtend wird der mit der Brille kombinierte Rabbid von Bowser Jr. und später auch Bowser zu ihren bösen Zwecken missbraucht.

## Spielprinzip

### In Kämpfen
Die Kämpfe sind der Hauptfokus des Spiels. Das Kampfsystem ist stark an das der X-COM-Reihe angelehnt, so werden drei eigene ausgewählten Charaktere über das Spielfeld bewegt, um mit ihnen bis zu drei unterschiedliche Aktionen auszuführen, wobei einige davon sich nach dem Ausführen wieder über einige Runden aufladen müssen. Diese sind: ein Angriff über eine Primärwaffe, ein Angriff mit einer Sekundärwaffe und eine defensive Aktion. Dabei hat jeder Charakter einen anderen Fokus, so ist zum Beispiel Mario selber ein sehr durchschnittlicher Charakter, Rabbid-Peach im Vergleich dazu nimmt die Position einer Heilerin ein.

### Im sonstigen Spiel
In frei begehbaren Welten steuert der Spieler Beep-0, dem ausgewählte Charaktere – welche im Verlauf der Geschichte freigeschaltet werden – folgen. Mit ihm sind einige Rätsel zu lösen, wodurch verschiedene Sammelobjekte wie Musikstücke oder frühe Entwürfe für die Galerie freigeschaltet werden.

## Produktion
Das Spiel basiert auf der Idee des Creative Directors Davide Soliani. Dieser war schon seit seiner Kindheit großer Fan von Nintendo, weswegen er bereits mehrfach versucht hatte, eine Zusammenarbeit zwischen Nintendo und Ubisoft zu erwirken. Als er die Aufgabe bekam, ein Spiel zu entwickeln, welches die Rabbids-Serie wiederbeleben sollte, erhielt er die Zusage, mit Nintendo zu kooperieren, falls die Idee gut genug sein sollte. Nachdem er die Idee entwickelt hatte, gab das Management von Ubisoft der Kooperation mit Nintendo statt. Daraufhin kreierten sie einen Prototyp, welchen Soliani bei Nintendo vorstellte. Die Idee fand Anklang, selbst beim Schöpfer von Mario, Shigeru Miyamoto. Daraufhin begann die Entwicklung. Das Spiel wurde auf der E3 2017 angekündigt und am 29. August 2017 veröffentlicht.
Für die Musik wurde der Komponist Grant Kirkhope beauftragt, welcher zuvor durch die Kompositionen für die Spiele Banjo-Kazooie und Donkey Kong 64 bekannt wurde.

## Rezeption
Das Spiel wurde grundsätzlich positiv aufgenommen. Viele Rezensenten überraschte, dass die beiden Spiele-IPs so gut als Crossover funktionierten.
Mirco Kämpfer von der GamePro schrieb:

„Ausgezeichnetes Mario-Rabbids-Crossover mit wunderschönen Welten, tiefem Charaktersystem und strategischen Kämpfen. Ein Switch-Pflichttitel.“

## Trivia
Grant Kirkhope wusste, als er als Komponist beauftragt wurde, nicht, dass er Musik für ein Mario-Spiel schreiben würde.